# Томас, Адам
Адам Гордон Томас (англ. Adam Thomas) (родился 11 августа 1988 года в Манчестере) — английский актёр. Он известен ролью Донте Чарльза в драме Би-би-си Ватерлоо-Роуд (2006-09) и Адамом Бартоном в мыльной опере ITV Эммердейл (2009-настоящее время).
В 2010 году за роль в сериале «Эммердейл» получил премию «TV Quick Awards» в категории «Лучший дебют в мыльной опере».

## Фильмография
| Год       |   | Русское название | Оригинальное название | Роль         |
| --------- | - | ---------------- | --------------------- | ------------ |
| 2002—2009 | с | Врачи            | Doctors               | разные роли  |
| 2004—2008 | с | Катастрофа       | Casualty              | разные роли  |
| 2006—2009 | с | Ватерлоо-Роуд    | Waterloo Road         | Донте Чарльз |
| 2009—2017 | с | Эммердейл        | Emmerdale             | Адам Бартон  |